# Psychotria bahiensis
Psychotria bahiensis är en måreväxtart som beskrevs av Dc.. Psychotria bahiensis ingår i släktet Psychotria och familjen måreväxter. Inga underarter finns listade i Catalogue of Life.